# Czorna (rejon czemerowiecki)
Czorna (ukr. Чорна, pol. Czarna) – wieś na Ukrainie w rejonie czemerowieckim obwodu chmielnickiego.